# Arctostaphylos pacifica
Arctostaphylos pacifica är en ljungväxtart som beskrevs av Roof. Arctostaphylos pacifica ingår i släktet mjölonsläktet, och familjen ljungväxter. Inga underarter finns listade i Catalogue of Life.